# 프랑스-시암 전쟁
프랑스-시암 전쟁(프랑스어: Guerre franco-siamois, 태국어: วิกฤตการณ์ ร.ศ. 112 위끄릿깐 로.소. 112[*] →짜끄리 112년의 위기)은 1893년 프랑스 제3공화국과 시암 왕국 간에 벌어진 군사적 충돌이다. 1886년 루앙프라방의 프랑스 부영사 오귀스트 파비는 라오스 지역에 대한 프랑스의 이해 관계를 발전시키는 역할을 담당하고 있었다. 파비의 계략은 이 지역에서 시암의 통제력이 약한 것, 또 통킹에서 베트남 반란군이 주기적으로 침입하는 것을 이용하여 방콕과 파리 사이의 긴장을 조성하는 것이었다. 이 전쟁이 끝난 후 시암은 라오스 지역을 프랑스로 양도하는 데 동의하였고, 이는 프랑스령 인도차이나의 확장에 중요한 기여를 하였다.

## 배경

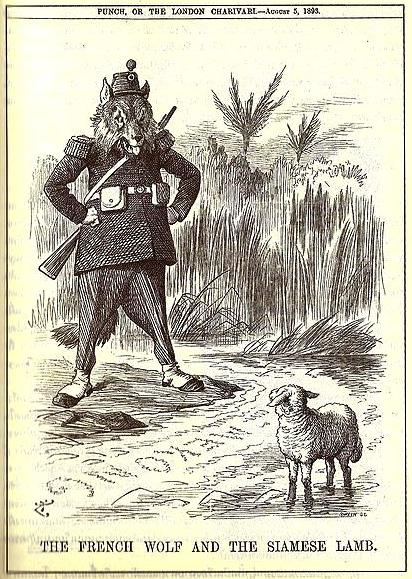
'프랑스 늑대'가 메콩 강 저편의 '시암 양'을 지켜보는 모습을 그린 펀치 만평.

프랑스령 인도차이나 총독 장 드 라느상이 오귀스트 파비를 방콕에 영사로 보내 라오스 지역을 프랑스 지배 하로 양도하라는 요구를 하며 분쟁이 시작되었다. 방콕 정부는 영국 정부의 지원을 받을 수 있을 것이라 오판하고 메콩강 동쪽의 영토를 할양하는 것을 거부하였으며, 오히려 이 지역의 수비 병력을 증강하였다.
이 무렵인 1892년 9월 캄무안과 농카이의 시암 행정관이 세 명의 프랑스 상인을 쫓아내었는데 이 중 둘은 아편 밀수 혐의가 있었다. 이 일로 루앙프라방의 프랑스 영사 마시는 낙담한 나머지 사이공으로 돌아가는 길에 자살하고 말았다. 프랑스에서는 식민지당(프랑스어: Parti Colonial)이 개입의 구실로 쓰기 위해 이 사건을 이용하여 민족주의적 반시암 정서를 자극하였다.
마시의 죽음으로 오귀스트 파비는 새로이 프랑스 영사가 되었다. 1893년 3월 파비는 시암이 메콩 동쪽에서 모든 병력을 소개할 것을 요구하였다. 이를 지원하기 위해 프랑스는 포함 뤼탱(Lutin)을 방콕으로 보내 프랑스 공사관 근처의 짜오프라야강에 계류하도록 했다.

## 경과

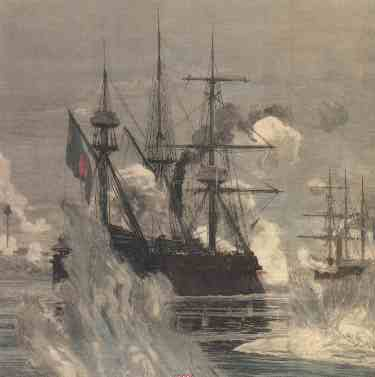
공격받고 있는 프랑스 전함 앵콩스탕과 코메트

시암이 프랑스의 요구를 거절하자, 드 라느상은 1893년 4월 해당 지역에 세 방향으로 병력을 보내 프랑스의 통제를 주장하였다. 메콩 강 서쪽의 8개 시암군 주둔병 소부대는 중앙 종대가 도착하자마자 철수했으나, 나머지 두 종대는 저항을 받았다. 북쪽에서는 프랑스 병력이 콩 섬에서 포위되고 토로(Thoraux)라는 장교가 붙잡혔다. 남쪽에서는 프랑스군이 진격 중 무반 껭껫에서 매복 공격을 당해 많은 베트남 민병이 사살되고 이를 이끌던 경감 그로귀랭(Grosgurin)이 병상에서 사망하였다. 결과적으로 방콕과 서방의 관계는 악화되었으며, 프랑스는 배상을 요구하였다. 영국은 짜오프라야강 입구에 세 척의 군함을 보내 영국 시민들의 소개가 불가피할 경우를 대비하도록 했다.
1893년 7월 프랑스는 시암의 허가 없이 범선 앵콩스탕(Inconstant)과 포함 코메트(Comète)를 보내 짜오프라야강을 거슬러 올라 방콕으로 향하도록 했다. 7월 13일 이 두 배는 암프 므앙사뭇쁘라깐에서 공격을 받았는데, 반격을 가한 후 방콕으로 가는 길을 재촉하였다.
프랑스는 함포를 방콕의 왕궁으로 향한 후, 7월 20일 시암에 영토를 넘겨주고, 메콩 강 동쪽의 주둔군을 철수시키고, 강에서의 전투 배상금으로 2백만 프랑을 지불하고, 영토 분쟁지역에서의 살해에 책임이 있는 자들을 처벌할 것을 요구하는 최후 통첩을 보냈다. 시암이 이 최후통첩을 즉각 따르지 않자, 프랑스는 시암 해안의 봉쇄에 들어갔다.
결국 시암은 영국의 지원이 없자 프랑스가 내건 조건을 완전히 받아들이며 굴복할 수밖에 없었다. 게다가 프랑스는 짠타부리의 일시적 점령과 바탐방, 시엠리아프, 메콩 강 서안 25km 내 지역의 무장 해제를 요구하였다. 이 분쟁의 결과로 1893년 10월 3일 프랑스-시암 조약이 조인되었다.

## 결과
결국 시암은 라오스 지역을 프랑스에 양도하는 데 동의하였다. 1896년 프랑스는 영국과 라오스와 영국령 버마의 국경선을 정하는 조약에 조인하였다. 라오스 왕국은 하노이의 인도차이나 총독 하의 보호령이 되었다. 거의 단독으로 라오스를 얻은 파비는 하노이에서 이를 공식적으로 처리하였다.
프랑스와 영국은 서로 인도차이나 반도에서 강한 이해관계가 있었다. 1890년대 들어 프랑스와 영국은 윈난으로 가는 길목에서 두 번이나 거의 전쟁 직전까지 갔다. 그러나 이 지역은 지형 상 군대를 효율적으로 움직이기 어려워 전쟁을 벌이기에 비용이 많이 들었고, 양측 모두 말라리아의 유행으로 고생하고 있었기 때문에 무산되었다. 1904년 양국이 평화 협정을 체결하여 동남아시아에서의 영토 분쟁은 종결되었다.

## 같이 보기
- 프랑스-태국 전쟁

## 참고 문헌
- "Anglo-French Rivalry in Southeast Asia: Its Historical Geography and Diplomatic Climate" by John L. Christian
- Chandran Jeshurun, "The Contest for Siam 1889 - 1902: A Study in Diplomatic Rivalry", Kuala Lumpur: Penerbit Universiti Kebangsaan Malaysia, 1977.
- Stuart-Fox, Martin (1997), A History of Laos, Cambridge University Press, pp. 24–25, ISBN 0-521-59746-3
- Thailand Country Study Guide, USA International Business Publications, 2007. ISBN 1-4330-4919-8, 108–110쪽.
- Ooi, Keat Gin (2004), Southeast Asia: A Historical Encyclopedia, from Angkor Wat to East Timor, ABC-CLIO, pp. 1015–1016, ISBN 1-57607-770-5, "Paknam Incident(1893)"
- Tuck, Patrick J. N. (1995), The French Wolf and the Siamese Lamb: The French Threat to Siamese Independence, 1858-1907, White Lotus, ISBN 974-8496-28-7
- Andrew, C. M.; Kanya-Forstner, A. S. (1971), The French 'Colonial Party': Its Composition, Aims and Influence, 1885-1914, The Historical Journal 14: 99–128, doi:10.1017/S0018246X0000741X
- Dommen, Arthur J. (2001), The Indochinese Experience of the French and the Americans: Nationalism and Communism in Cambodia, Laos, and Vietnam, Indiana University Press, ISBN 0-253-33854-9